# Aisthofen
Aisthofen ist eine Ortschaft mit etwa 220 Einwohnern in der Katastralgemeinde Weinzierl in der Stadt Perg im Bezirk Perg im Machland im Unteren Mühlviertel in Oberösterreich. War im 9. Jahrhundert Mittelpunkt und Verwaltungssitz des Gebietes Regensburger Luß.

## Geographie

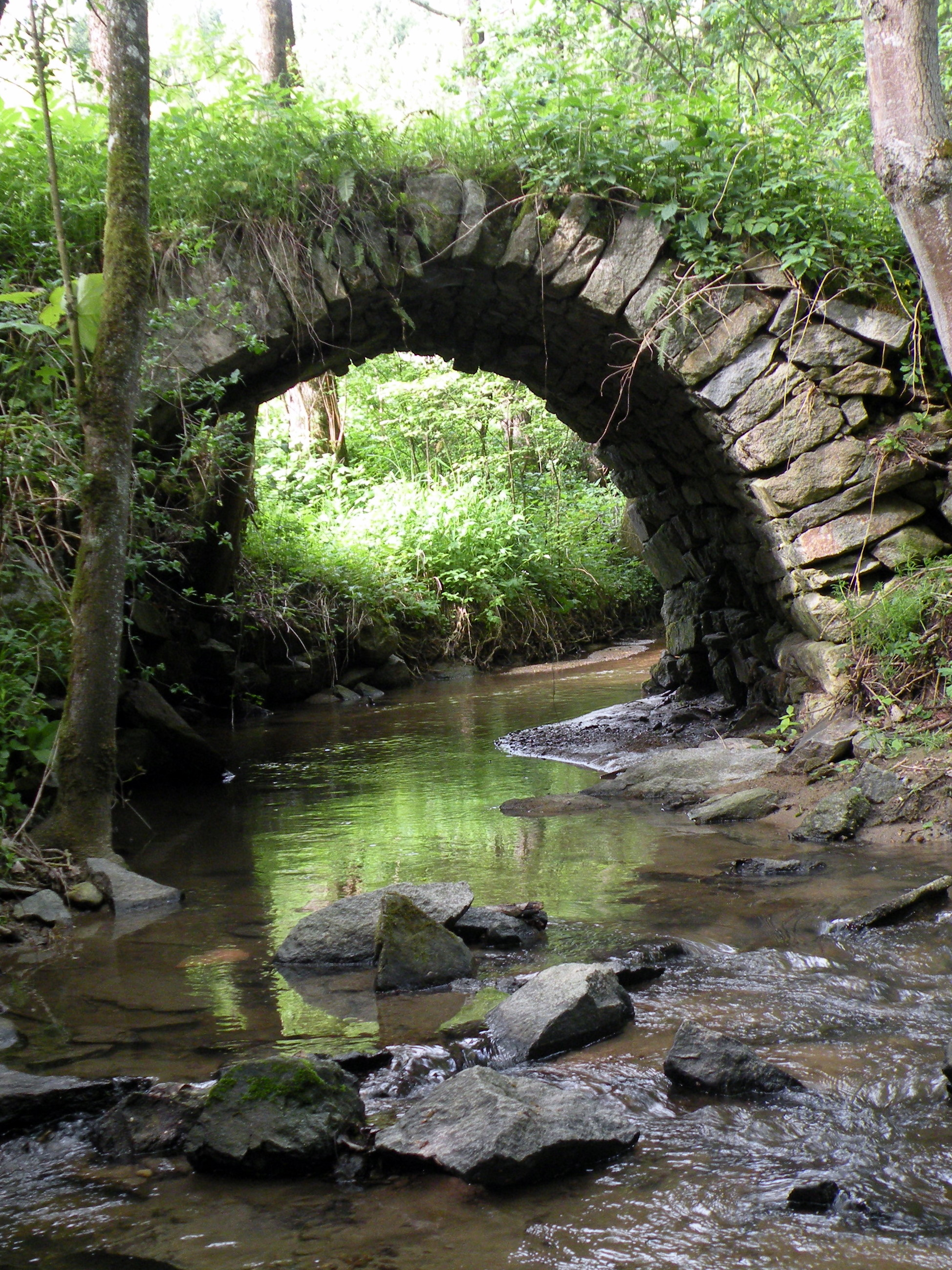
Brücke über den Aisthofenerbach aus theresianischer Zeit. Abgebrochen 2012

Die teilweise zu den Raumeinheiten Machland und Südliche Mühlviertler Randlagen gehörende Ortschaft liegt im Nordwesten der Ortschaft Weinzierl an der Grenze zu den Marktgemeinden Schwertberg und Naarn im Machlande auf 251 m ü. A. und wird im Westen von der Aist begrenzt. Der Aisthofnerbach durchfließt die Ortschaft in Ost-West-Richtung, bildet über eine längere Strecke die Grenze zwischen den Gemeinden Perg und Schwertberg und mündet in Aisthofen in die Aist.

## Geschichte

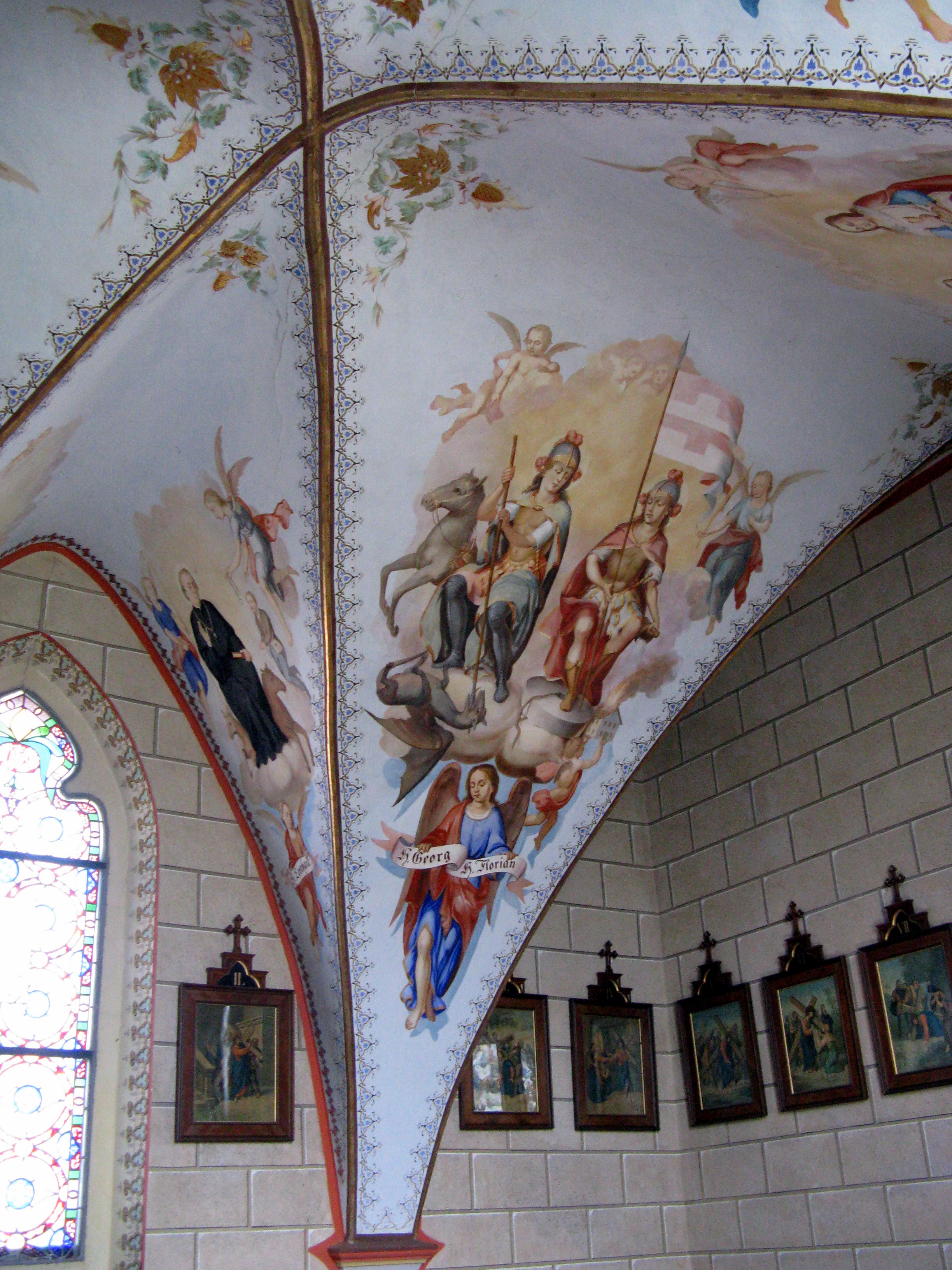
Fresken in der Kapelle von Aisthofen

Der Herrensitz in der Ortschaft Aisthofen war ein karolingischer Königs- oder Wirtschaftshof mit Namen Curtis Agesta. Er war im 9. Jahrhundert Verwaltungssitz und Mittelpunkt der Besitzungen des Hochstifts Regensburg im Herzogtum Österreich. Diese Besitzungen, auch Regensburger Luß genannt, umfassten das Gebiet der Flüsse Aist und Naarn von der Mündung der beiden Flüsse in die Donau bis zu deren Ursprüngen im Nordwald. Es war im Jahr 853 vom Traungauer Grenzgraf Wilhelm dem Kloster Sankt Emmeram in Regensburg geschenkt worden.
Im 11. Jahrhundert erlangten die Herren von Perg die Vogteirechte über dieses Gebiet. Der Verwaltungssitz Aisthofen verlor durch die Errichtung der Vogtburg in Perg aber bald seine Bedeutung. Aisthofen wurde zu einem reinen Wirtschaftshof. Vom aufgelassenen Verwaltungssitz blieben keine sichtbaren Spuren. Allerdings zeigt uns der Franziszeische Kataster von 1826 (Urmappe) neben der Aist einen ringförmigen Wassergraben mit etwa 70 Meter mittlerem Durchmesser rund um eine Insel (Standort). Hier könnte sich der Verwaltungssitz in Form einer Turmhügelburg ähnlich dem Wasenberg bei Mitterkirchen befunden haben. Insel und Graben sind heutzutage vollständig einplaniert und landwirtschaftliches Terrain, für das vom Bundesdenkmalamt die Fundstellennummer AT-4-0014180 vergeben wurde.
Im Babenberger Urbar um 1230 wurde der große Aisthofener Wirtschaftshof Villicatio in Aisthoven genannt und er dürfte schon sehr desolat gewesen sein. Bei einer Auseinandersetzung zwischen dem Domvogt von Regensburg, Otto V. von Lengenbach und dem Landesherrn Herzog Friedrich II. (Der Streitbare) wurden 1235 unter anderem die Ortschaft Aisthofen und wahrscheinlich der Burgstall von Weinzierl zerstört. Weitere Erwähnungen erfolgen 1277 und 1287.
Zu Beginn des 14. Jahrhunderts dürfte der großflächige Wirtschaftshof zerteilt worden sein, sodass die Ortschaft Aisthofen mit einem dazugehörigen Sitz entstehen konnte. 1395 wurde ein Hans von Aisthofen genannt, 1449 ein Niklas von Aisthofen.
Der Aisthofnerbach wurde im Mittelalter Pflegerbachl genannt, weil die jeweiligen Burggrafen und Pfleger (Verwalter) der Herrschaft Windegg dort Fische und Krebse fangen durften. Die historische Steingewölbebrücke aus theresianischer Zeit über den Aisthofenerbach wurde 2012 leider durch eine Betonplatte ersetzt.
Die heutige Kapelle in Aisthofen wurde erst nach dem Dorfbrand von 1885 errichtet. Diesem Brand fielen fast alle Häuser der Ortschaft zum Opfer. Ein Votivbild in der Kapelle gibt Zeugnis von dieser Katastrophe. Die Kapelle wurde im Stile der Neugotik errichtet und verfügt über eine stichkappengewölbte Decke mit zahlreichen Fresken (Heiligendarstellungen). Vor dem Altarraum befindet sich ein schmiedeeisernes Gitter. Der Kapellenboden besteht aus großen Granitplatten. Die halbrunde Apsis weist untypischerweise nach Westen. Die Aisthofener Kapelle gehört zum Gehöft Gruber Aisthofen Nr. 4 und wird von dessen Bewohnern betreut und instand gehalten.

## Sport
Union Aisthofen
In Aisthofen besteht seit 1983 der Sportverein Union Aisthofen, der zwischenzeitlich die Sektionen Tennis, Fitness, Volleyball und Beachvolleyball mit Sportlern aus Perg, Schwertberg und Mauthausen betreibt.
Die auf einem Pachtgrundstück betriebene Tennisanlage wurde 2013 durch drei Sandplätze auf eigenem Grund ersetzt. Der Verein mit 110 Mitgliedern, darunter 40 Jugendlichen und Kindern, errichtete dazu auch ein Vereinshaus und wurde in Union Aisthofen-Weinzierl umbenannt.
Schützengilde Aisthofen-Schwertberg
Die Schützengilde Aisthofen-Schwertberg ist eine Gilde des Schützenverein Perg. Die Gilde ist seit 1956 ein eigenständiger Verein. Es werden monatlich Schützenabende mit Übungsschießen sowie fallweise Schießveranstaltungen mit Gästebeteiligung abgehalten.

## Infrastruktur, Wirtschaft
Aisthofen wird von der Schwertberger Landesstraße L1420 und von der Donauuferbahn in Nord-Süd-Richtung und von der Donau Straße (B 3c) in Ost-West-Richtung durchquert. Im Ortsgebiet befinden sich auch eine Bahn- und Bushaltestelle.
Die Ortschaft ist traditionell von der Landwirtschaft geprägt. Gewerbliche Betriebe wie Tankstelle, Gärtnerei, Markthalle und Gasthaus kamen hinzu. Das Bergbau-Unternehmen Kamig (Kaolin, Quarzsande) betrieb lange Zeit in Aisthofen Aufbereitungs- und Siloanlagen samt einem Verwaltungsgebäude.
In letzter Zeit entstanden zahlreiche villenartige Wohnhäuser an den nach Süden ausgerichteten Hängen. Dort verläuft auch der 2010 neu eröffnete Donausteig.